# 加利納章克申 (伊利諾伊州)
加利納章克申（英語：Galena Junction）是位於美國伊利諾伊州喬戴維斯縣的一個非建制地區。該地的面積和人口皆未知。

## 地理
加利納章克申的座標為42°22′26″N 90°26′35″W / 42.37389°N 90.44306°W，而該地的平均海拔高度為186米（即610英尺）。